# Youssouf Oumarou
Youssouf Alio Oumarou (ur. 16 lutego 1993 w Niamey) – nigerski piłkarz grający na pozycji środkowego pomocnika. Od 2023 jest zawodnikiem klubu Espérance Tunis.

## Kariera klubowa
Swoją karierę piłkarską Oumarou rozpoczął w klubie Sahel SC. W sezonie 2012/2013 zadebiutował w jego barwach w pierwszej lidze nigerskiej. W latach 2013–2015 grał w AS FAN, a w 2015 roku przeszedł do gabońskiego US Bitam. W 2016 wrócił do AS Fan i w sezonach 2015/2016 oraz 2016/2017 został z nim mistrzem kraju.
W sezonie 2017/2018 Oumarou grał w marokańskim klubie Mouloudia Wadżda, a w sezonie 2018/2019 był piłkarzem innego klubu z Maroka, KAC Kénitra. W sezonie 2019/2020 występował w US GN, a w sezonie 2020/2021 wywalczył wicemistrzostwo kraju z iworyjskim FC San Pédro.
Latem 2021 Oumarou przeszedł do tunezyjskiego US Monastir. Swój debiut w nim zaliczył 17 października 2021 w wygranym 2:0 domowym meczu z CS Chebba. W sezonie 2021/2022 został z US Monastir wicemistrzem Tunezji.
W 2023 roku Oumaru trafił do Espérance Tunis. Zadebiutował w nim 19 sierpnia 2023 w zwycięskim 1:0 domowym spotkaniu z AS Marsa.

## Kariera reprezentacyjna
W reprezentacji Nigru Oumarou zadebiutował 27 lipca 2013 w wygranym 1:0 i ostatecznie przegranym 5:6 po serii rzutów karnych meczu Mistrzostw Narodów Afryki z Burkiną Faso, rozegranym w Niamey.